# Starigrad (Zadar)
Starigrad es un municipio de Croacia en el condado de Zadar.

## Geografía
Se encuentra a una altitud de 7 m s. n. m. a 269 km de la capital nacional, Zagreb.

## Demografía
En el censo 2011 el total de población del municipio fue de 1 876 habitantes, distribuidos en las siguientes localidades:
- Seline - 469
- Starigrad - 1 140
- Tribanj - 267

| Gráfica de población de Starigrad 1857-2011                         |
|                                                                     |
| Según los censos de población de la oficina estadística de Croacia. |